# Дьяконов, Леонид Владимирович
Леонид Владимирович Дьяконов (23 сентября [8 октября] 1908, Вятка, Вятская губерния — 9 января 1995, Киров) —
русский советский детский писатель, поэт и фольклорист, эссеист. В 1938 году был репрессирован, проходил по делу «Литературной группы». Реабилитирован 26 августа 1994 года. Член Союза писателей СССР. Двоюродный брат Николая Заболоцкого.

## Биография
Родился 23 сентября (6 октября) 1908 года в Вятке. В метрике Леонида Дьяконова было написано: сын девицы Дьяконовой. Мать Леонида была по тем временам «без предрассудков», не оформляла брачный союз. По обеим линиям — отцовской и материнской — Дьяконов был дворянином. В пять лет самостоятельно научился читать и писать. До революции Леонид Владимирович учился в церковноприходской школе, после революции окончил Вятскую школу имени Фридриха Энгельса.
В возрасте семнадцати лет сотрудничал с городскими газетами, работал в качестве корректора, репортёра и литературного сотрудника, также работал преподавателем русского языка, консультантом-фольклористом и научным сотрудником Кировского краеведческого музея.
Недолгое время работал на Урале на Исетском заводе. В конце 1920-х годов с другом Игорем Франчески отправился в Ленинград, он оказался в кругу молодой творческой интеллигенции: художник Михаил Матюшин, поэты Ольга Берггольц, Николай Молчанов и Николай Заболоцкий. 
Первые стихи появились в печати в 1925 году под псевдонимом «Леонид Анк». Публиковался в газетах «Юный пахарь» и «Вятская правда». В 1933 году опубликовал несколько стихотворений в альманахе «Трудодни».
Вернувшись в Киров, готовил досоветскую часть книги «Фольклор Кировской области». Женился на коллеге по работе Галине Пенкиной.
Далее работал в Казахстане, в городе Алма-Ата, оттуда была командировка в Караганду. Его коллегами в газете «Советская степь» оказались поэты Николай Молчанов и Ольга Берггольц.
В 1938 году был репрессирован: Уволен с работы. Арестован 6 апреля 1938 года. Обвинялся по ст. 58 пп. 8, 11 УК РСФСР. После допросов Леонид Дьяконов был помещён в психиатрическую больницу — из тюрьмы вышел инвалидом.
Во время Великой Отечественной войны работал рассыльным торфотреста, а затем сотрудничал с детским книжным издательством, которое было эвакуировано в Киров из Ленинграда. Дьяконов обрабатывал вятский фольклор, писал детские книжки.
Из воспоминаний Л. В. Дьяконова: «Началась война. Я на пенсии, мама на пенсии. Мне триста грамм, маме триста грамм хлеба. И больше у нас ничего нет. А я сижу собираю фольклор. Переписываю на карточки, на отдельные. Для частушек карточки делаю из маминых порошков и старых конвертов. А для песен и сказок – из старых тетрадей». 
Дьяконов собрал картотеку вятского фольклора — более 300 тысяч карточек с текстами вятских песен, частушек, сказок, загадок, пословиц, поговорок.
В 1942 году вышла его первая детская книжка «Песенки-байки» с иллюстрациями вятского художника Евгения Чарушина. За ней в «Детгизе» вышел сборник «Сказки о храбрецах-удальцах», в 1947 году «Волшебное колечко».
Рекомендацию в Союз Советских Писателей Леониду Дьяконову дал Е. Л. Шварц. В рекомендации он написал о работе Дьяконова следующее:
Поэт, переводчик, фольклорист Л.В. Дьяконов работает в литературе уже больше 10 лет. Удмуртские народные песни, посвящённые товарищам Ленину, Сталину, Кирову, переведённые Дьяконовым печатались в центральных газетах, неоднократно передавались по радио. Стихи и художественные очерки Дьяконова печатались регулярно в областной и районных газетах Кировской области. В 1942 году Детиздат ЦК ВЛКСМ выпустил книжку русских народных сказок в обработке Л.В. Дьяконова. Эта его работа имеет, несомненно, самостоятельное художественное значение. Великолепный язык сказок, удачный подбор, создали книжке этой настоящий успех среди читателей-детей. Сейчас готовится к печати третье издание этих сказок.

Дьяконов продолжает вести большую и напряжённую творческую работу. Как мне кажется, он имеет все основания быть принятым в Союз Советских Писателей.

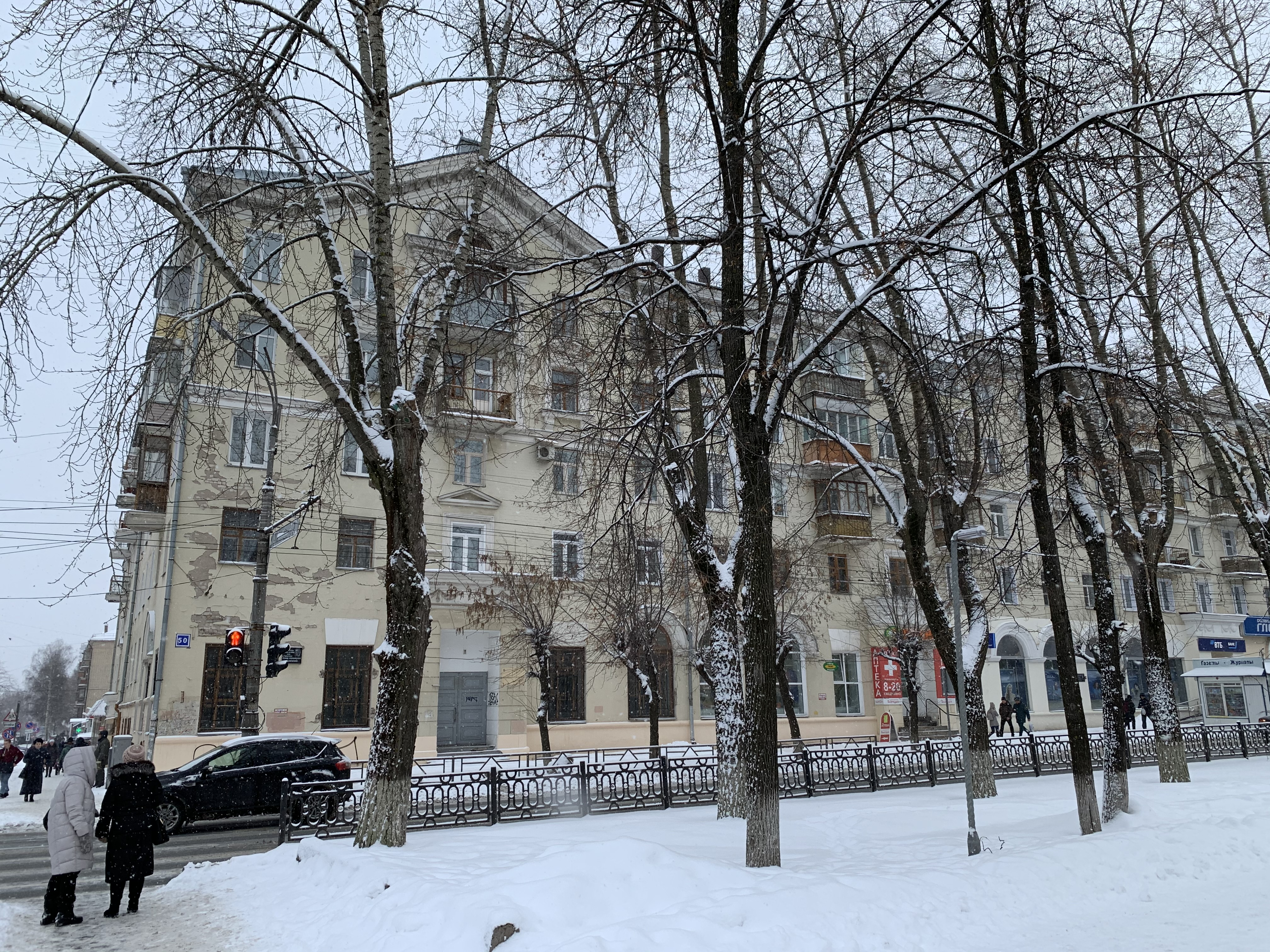
Дом № 50 по Октябрьскому проспекту, где Дьяконов жил и работал

Значительным явлением в вятской детской литературе стал выход в 1959 году книги Л. В. Дьяконова «Олень — золотые рога». Эта повесть — о событиях в Вятском крае с 1915 по 1923 годы — автобиографична, и в главном герое книги можно узнать самого Дьяконова. Повесть для детей «Олень — золотые рога» вошла в школьные хрестоматии.
Написал для детей более 30 книг, которые издавались и переиздавались в Москве, Ленинграде, Кирове, Горьком, Новосибирске и Перми. Общий тираж их составляет более пяти миллионов экземпляров.
Выпустил два сборника стихотворений, обращённых к «взрослому» читателю: «Снова с тобой» (Киров, 1964), «Уходя и оставаясь» (Горький, 1983), и книгу о дымковской игрушке «Дымковская глиняная расписная» (Л., 1964).
Писал сценарии для радио- и телепередач, оставил значительный след в краеведческой библиографии как составитель указателя «Вятская народная песня в печатных материалах XIX века».
В последние годы работал над книгой о Николае Заболоцком. Благодаря В. Г. Цыборскому, приёмному сыну писателя и распорядителю литературного наследия Л. В. Дьяконова, публикация книги состоялась в год столетнего юбилея Н. Заболоцкого.
Умер 9 января 1995 года, в возрасте 86 лет. Похоронен на Мезринско-Петелинском кладбище города Кирова.

## Сочинения
Выборочно:
- Песенки-байки (1942)
- Волшебное колечко (1947)
- Олень — золотые рога (1959)
- Новые стихи и сказки (1961)
- Снова с тобой (1964)
- Дымковские глиняные, расписные (1965)
- Жила-была царевна (1970)
- Уходя и оставаясь (1983)
- Вятские годы Николая Заболоцкого (2003) посмертное издание
- Чем жизнь воистину светла (2008) посмертное издание

## Награды
- Орден Дружбы народов
- Орден «Знак Почёта» (28 октября 1967 года) — за заслуги в развитии советской литературы и активное участие в коммунистическом воспитании трудящихся[15]

## Память
- На доме по Октябрьскому проспекту, где жил писатель, установлена мемориальная доска.
- В 1997 году библиотеке для детей № 16 города Кирова присвоено имя Леонида Владимировича Дьяконова[16].
- В 1999 году учреждена Литературная премия Кировской области имени детского писателя Л. В. Дьяконова[17][18]. Среди лауреатов — литературный клуб «Молодость», сотрудники библиотек, краеведы, а также известные поэты и писатели Владимир Морозов, Надежда Перминова, Елена Наумова и др.
- В 2022 году творчеству и судьбе Леонида Владимировича Дьяконова, времени, в котором он жил и формировался как личность, трагическим обстоятельствам и ярким событиям его жизни был посвящён седьмой номер альманаха «Вятка литературная».
- На могиле Леонида Дьяконова, на чёрном мраморе, выбиты его белые стихи[19]:

Давайте жить,
как будто смерти нет
и завтрашний всегда
обещан день нам.

## Факты

Двоюродный брат Николай Заболоцкий.

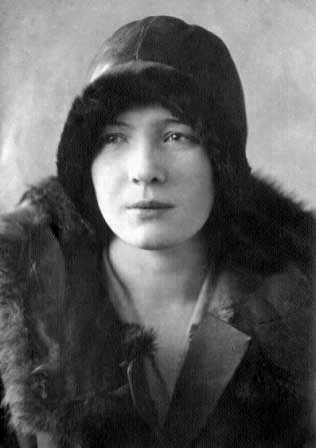
О. Ф. Берггольц, 1930

Н. С. Молчанов

- Леонид Владимирович Дьяконов сохранил в течение всей своей жизни воспоминания о дружеских отношениях с О. Бергольц, которую он попросту во времена алма-атинской молодости называл Лялькой: «Жили в бараке в общей комнате шесть человек. Парни и одна Лялька». В то время Ольга Фёдоровна Берггольц была в разводе со своим первым мужем  Борисом Корниловым, которого в марте 1937 года арестуют в Ленинграде, а в феврале 1938 года расстреляют, как "активного участника антисоветской, троцкистской организации, ставившей своей задачей террористические методы борьбы против руководителей партии и правительства".
- Во времена репрессий «Кировская правда», написала, что Л. Дьяконов являлся любовником оппортунистки Ольги Берггольц[20]. Печаталось следующее: «22 мая состоялось собрание писателей и журналистов г. Кирова. Доклад о борьбе с троцкистскими и иными двурушниками в литературе сделал тов. Алдан, который рассказал собранию о двурушнических делах троцкистки-авербаховки Ольги Берггольц, с которой в очень тесной связи находился поэт Леонид Дьяконов, работник «Кировской правды»[21].
- О Леониде Дьяконове читаем в дневнике Ольги Берггольц от 20 мая 1942 года («Звезда», 1990, № 6):

«Вчера были у Матюшиной, тётки Тамары Франчески. Тамара — сестра Игоря Франчески и близкая подруга Леньки Анка (Анк — журналистский псевдоним Дьяконова), — двух людей из 6, которые оговорили меня в 38 году, и из-за них я попала в тюрьму. Они не виноваты, их очень пытали, но все же их показания чуть-чуть не погубили меня…»
- Первые показания на следствии по делу "литературной группы" против Л. Дьяконова, О. Берггольц и других писателей дал Председатель Вятского отделения Союза советских писателей Андрей Алдан-Семёнов, который был первым в числе арестованных. Из протокола допроса Семёнова-Алдана 5 апреля 1938 года:...Я вам расскажу обо всём. Я — враг Советской власти. Мною в августе 1936 года была создана террористическая организация (Решетников, Дьяконов, Лубнин). Были связи с Н. Заболоцким, О. Берггольц, Л. Пастернаком."
- На первом же допросе Леониду Дьяконову следователи выбили зубы, после чего он дал показания против Ольги Берггольц и Николая Молчанова (Николай Молчанов — второй муж Ольги Берггольц), что они готовили два теракта во время первомайского парада 1937 года.

Показания Л. Дьяконова (от 14 апреля 1938 года):
«Подобно мне она уже готовила себя для террористической деятельности. И на мой первый же вопрос, как она смотрит на террор? Ольга ответила: только положительно. Она знала о моём вступлении в группу ещё в 1936 г. и спросила о работе. <…> В одной из маленьких комнат её квартиры мы в течение нескольких дней обсуждали план покушения на Жданова. <…> На первомайском параде 1937 г. мы готовили два теракта. По одному из них предполагалось произвести выстрел по трибуне из танка. Это дело, как сообщила мне Бергольц, было задумано военной террористической группой, но не состоялось из-за внезапного заболевания надёжного танкиста. Второй вариант покушения продумали мы сами. Мы предполагали использовать прохождение перед трибуной кавалерии, бросить в неё шумно-взрывающееся вещество типа больших петард, чтобы напугать лошадей и в получившейся панике проникнуть на трибуну через места у трибуны и стрелять. Бросать вещество должен был я, а стрелять или Бергольц, или Молчанов, смотря по тому, кому удастся ближе подойти. Но я струсил, приехал в Ленинград только первого мая, а они без меня не решились».
- Долгое время Леонид Владимирович Дьяконов не упоминал о своём родстве с Николаем Заболоцким[23].
- Леонид Владимирович Дьяконов был реабилитирован по заявлению Кировской писательской организации лишь в 1994 году, за год до смерти, но, несмотря на это, был награждён государственными наградами: орденами Дружбы народов и Почёта.
- В 2020 году поэт и исследователь русского верлибра А. И. Вепрёв назвал Л. Дьяконова, наряду с М. Волошиным, одним из первых, кто стоял у истоков зарождения «свободного стиха русского строя». По мнению Вепрёва, Дьяконов интуитивно построил форму матрёшечного верлибра (несколько верлибров в одном верлибре) на основе изучения писателем вятского фольклора и <...> цепочной сказки, повторяющей в развитие сюжета характерный образ[24].

## Семья
- Мать — Людмила Андреевна Дьяконова, младшая из трёх сестёр, дочь уржумского дворянина, окончившая на средства благодетелей Мариинскую гимназию и получившая право «домашних наставниц». Родная сестра матери Николая Алексеевича Заболоцкого. Учительница, была увлечена революционным движением, набиравшим силу в начале XX века:  состояла на учёте в жандармском управлении. Позже, родив сына (Леонида Дьяконова), оставшись одна, воспитывала его с помощью старшей сестры Ольги, переехавшей в Вятку[25].

### Воспоминания Виктора Цыборского
В 2012 году были опубликованы воспоминания Виктора Григорьевича Цыборского, приёмного сына Леонида Дьяконова. 
Одно из них «Папа, кошка и воробей Желтухин»:
Мы жили с мамой, дедушкой, бабушкой и собакой Тобиком на первом этаже двухэтажного деревянного дома на ул. К. Либкнехта, почти напротив фабрики 8 Марта. За домом был огород, а у окон росла черёмуха с очень крупными и вкусными ягодами. Рядом улица Воровского с колеёй из брёвен — лежнёвкой вместо асфальта, затем улица Карла Маркса с первым троллейбусом, а далее военный госпиталь (сейчас это школа № 16), где мама работала врачом-хирургом. Кончилась война, госпиталь закрыли. Мама перешла работать в гражданскую больницу. И вот мы с мамой переезжаем на улицу Степана Халтурина, и у меня появляется папа. Как-то сразу именно папа, не отец, не отчим, а папа. И я не помню, что когда-нибудь впоследствии я его называл отцом, а тем более отчимом. У меня появилась и новая бабушка, Людмила Андреевна. Она жила в маленькой комнатке, а мы с мамой и папой — в другой, чуть побольше. В узком коридоре стояли стеллажи с книгами. С нами жили кошка и воробей Желтухин. Чтобы позвать кошку, не надо было «кискать», а просто пощёлкать ножницами, и она неслась со всех ног. Папа её приучил. Когда он её кормил, то мясо резал на маленькие кусочки ножницами, и умная кошка запомнила этот звук.